# La donna che visse due volte (romanzo)
La donna che visse due volte (titolo originale: D'entre les morts, letteralmente "Dai morti") è un romanzo noir scritto dagli autori francesi Pierre Boileau (28 aprile 1906, Parigi - 16 gennaio 1989, Beaulieu-sur-Mer) e Thomas Narcejac (3 luglio 1908, Rochefort - 9 giugno 1998, Nizza), pubblicato nel 1954.
L'opera presenta varie similitudini con il romanzo Bruges-la-Morte di Georges Rodenbach, apparso nel 1892.
Il regista Alfred Hitchcock lo traspose nel celeberrimo film Vertigo del 1958, uscito in lingua italiana con lo stesso titolo del romanzo.

## Trama

### Prima parte
Parigi, aprile 1940, ai tempi della strana guerra, poco prima dell'inizio della Campagna di Francia. Nonostante la Francia sia in guerra con i tedeschi, Paul Gévigne non si trova a combattere al fronte perché è un importante industriale (produce parti di navi) ed ha commesse per il ministero. Roger Flavières è un ex ispettore di polizia. Durante l'arresto di un fuggitivo su un tetto, condotto con un collega, tale Leriche, lascia a questi la responsabilità della cattura perché fin da giovane affetto da vertigini. Leriche precipita e muore; Flavières viene riformato e diventa avvocato.
Gévigne incarica Flavières, che era stato suo collega alla facoltà di legge quindici anni prima, di sorvegliare sua moglie, Madeleine, che ha un comportamento alquanto strano. All'inizio Flavières non vuole accettare l'incarico ma Gévigne insiste, temendo che sua moglie possa avere delle crisi mistiche e possa essere posseduta dallo spirito della bisnonna, di nome Pauline Lagerlac. Pauline si era suicidata all'età di venticinque anni, la medesima età di Madeleine.
Flavières accetta di sorvegliare Madeleine e la segue per alcuni giorni, innamorandosi immediatamente di questa donna dai capelli neri, gli occhi azzurro carico, la bocca sottile, una figura gentile e delicata.
Flavières riferisce a Gévigne tutti gli spostamenti della moglie Madeleine, finché un giorno la donna non si avvia verso il lungofiume e si getta in acqua. Flavières si tuffa a sua volta nel fiume, riuscendo a soccorrerla e a portarla a riva. Dopo averle prestato le prime cure, Flavières la accompagna in tassì nella propria casa, dove, poco dopo, riceve una telefonata di Gévigne, che gli riferisce che Pauline Lagerlac si era suicidata gettandosi in acqua.
Dopo questo episodio Flavières e Madeleine incominciano ad uscire insieme come amici. Un giorno, senza un motivo preciso, si dirigono in un paesino, dove Madeleine sale sul campanile della chiesa locale. Flavières cerca di seguirla su per le scale, ma soffrendo di vertigini non riesce a raggiungerla; la vede quindi passare come un'ombra davanti alla finestra, sentendo il tonfo sordo risuonare in basso. Flavières rimane sconvolto, il suo unico pensiero è "Madeleine è morta". Scende le scale, piangendo, si avvicina timoroso, la vede e si sente responsabile della sua morte. Flavières fugge, non ha il coraggio di andare alla polizia, non ha nemmeno il coraggio di dire la verità al suo amico Gévigne, anzi gli racconta che quel giorno non ha visto Madeleine. Intanto la guerra prosegue: l'esercito tedesco è riuscito a sfondare le linee di difesa belghe. Gévigne viene avvertito del ritrovamento del cadavere di sua moglie Madeleine ed è lui, a sua volta, ad avvertire Flavières, che scappa dalla Francia e si rifugia in Africa, a Dakar, dove apre uno studio legale e fa fortuna.

### Seconda parte
Quattro anni dopo la guerra è ormai finita, Flavières ritorna a Parigi e si dirige verso la casa del suo amico Gévigne per scoprire che è morto. Si rivolge ad uno psichiatra visto che è ancora ossessionato dalla storia con Madeleine, Pauline Lagerlac, la caduta dal campanile, il suicidio, ecc. Lo psichiatra gli consiglia di dimenticare, gli dice che si muore una volta, una volta sola. Gli consiglia di trasferirsi al sud per potersi curare. Flavières accetta il consiglio e nell'attesa di partire va a vedere un cinegiornale, dove assiste ad un filmato del generale De Gaulle in visita a Marsiglia. Tra la gente ritratta, gli sembra di riconoscere Madeleine. Non è certo di aver visto bene, rimane al cinema per il secondo spettacolo ed aspetta impaziente quei pochi fotogrammi, la rassomiglianza è incredibile. Ritorna ancora al cinema per rivedere quei fotogrammi del cinegiornale e nota che la donna che assomiglia a Madeleine non è sola, ma è in compagnia di un uomo. Prende il treno e si ferma a Nizza per indagare. Riesce a trovare l'albergo dove l'uomo e la donna risiedono. Riesce a vedere la donna e non sembra esserci dubbio alcuno: è Madeleine, cambiata e invecchiata, ma sicuramente lei. Riesce a parlare con la donna e, nonostante lei neghi fermamente di chiamarsi Madeleine (il suo nome è Renée Sourange), Flavières è sempre più convinto che sia lei.
I due intrecciano una storia d'amore, ma Flavières è ossessionato dal dubbio che Madeleine sia riuscita a sottrarsi alla morte e affoga la propria angoscia nell'alcol. Renée cerca strenuamente di resistere alla tentazione dell'uomo di trasformarla in Madeleine, ma invano. Alla fine decide di abbandonarlo, ma Flavières riesce a fermarla e a farsi dire la verità. Renée era stata ingaggiata da Gévigne per impersonare la parte della moglie Madeleine (in realtà già morta), il cui cadavere era quello rinvenuto nei pressi del campanile di Parigi. Fuori di sé dall'ira, Flavièrs strangola Renée e viene arrestato.

## Edizioni
- La donna che visse due volte, traduzione di Roberto Ortolani, Collana Serie Gialla n.141, Milano, Garzanti, 1958.
- La donna che visse due volte, traduzione di R. Ortolani, a cura di Gian Franco Orsi, Collana Giallo Cinema n. 5, Milano, Mondadori, 1977. ; Collana Gli speciali del Giallo, Mondadori, 1996.
- La donna che visse due volte, traduzione di R. Ortolani, Nota di Claudio G. Fava, Collana La memoria n.580, Palermo, Sellerio, 2003,  p. 240, ISBN 978-88-389-1882-7.
- La donna che visse due volte, traduzione di Federica Di Lella e Giuseppe Girimonti Greco, Collana Fabula N.307, Milano, Adelphi, 2016, ISBN 978-88-459-3104-8.